# 56式火箭筒
56式40毫米火箭筒是中華人民共和國对蘇聯RPG-2型火箭筒的仿制型号，曾經为中国人民解放军装备的连级反坦克武器。

## 历史
1954年赫鲁晓夫掌权后为了争取中華人民共和國方面支持，改变了斯大林时期只提供旧式武器的做法，对华军售提供了苏联现役的武器装备和生产技术。
1955年苏联对中国提供了AK系列自動步枪，SKS半自动步枪和RPG-2等图纸资料和生产设备；翌年，中国方面仿制成功，和56系列枪族一起列装部队。
中華人民共和國仿制的RPG-2火箭筒，命名为56式反坦克火箭筒，但因为军费有限，解放军直到1962年，才全面换装56式枪族。

## 設計
56式火箭筒由苏制RPG-2仿制而来，两者性能基本一致，但厂家根据解放軍的使用环境，在结构做了部分改进。
56式火箭筒包括发射筒和火箭弹两大部分，前者赋予火箭弹点火能力，后者用于杀伤目标。
火箭弹使用“箭—2”破甲弹，弹药推进装置采用无后坐力炮类似的平衡抛射原理，发射筒为撇开式。发射前，由射手将弹头插入发射筒，对准目标，发射小组为两人。

## 采用
56式火箭筒作为连级支援武器，取代笨重的51式火箭筒，大量装备部队。与51式火箭筒相比，56式火箭筒质量更轻、威力大、精度高、射程較長，深受部队好评。
56式火箭筒全面列装后，很快在中印边界战争中获得实战检验。
在这场战争中，解放军使用56式摧毁了印度军队大量地堡，凭借56式枪族和56式火箭筒优异的性能获得战争胜利。
在珍宝岛事件中，56式火箭筒被用来对抗苏联军队。尽管在冲突中，56式火箭筒击毁了大量苏联装甲车，但在与T-62主战坦克的战斗中，56式暴露出了威力不足、射程短的缺点，无法击毁当时的新式坦克，珍宝岛战斗后，解放軍加快了研制新式步兵反坦克武器的步伐。
1960—1980年56式火箭筒曾经作为军援输出到许多亚非国家，包括阿尔巴尼亚和北越军队等武装力量都曾采用；1969年，在性能更好的69式火箭筒装备部队后，56式火箭筒逐步退居二线，转而装备预备役部队。

## 使用國
- 柬埔寨
- 泰國
  - 泰國遊騎兵（英语：Thahan Phran）
    - 使用繳獲品。
- 越南
  - 越南人民軍

### 前使用國
- 阿尔巴尼亚

- 中华人民共和国
  - 中國人民解放軍
- - 朝鮮人民軍